# Adolf Wilhelm (książę Saksonii-Eisenach)
Adolf Wilhelm (ur. 14 maja 1632 w Weimarze, zm. 21 listopada 1668 w Eisenach) – książę Saksonii-Eisenach. Jego władztwo było częścią Świętego Cesarstwa Rzymskiego Narodu Niemieckiego. Pochodził z rodu Wettynów.
Był synem księcia Saksonii-Weimar i Saksonii-Eisenach Wilhelma i jego żony księżnej Eleonory Doroty. Po śmierci ojca 27 maja 1662 wstąpił na tron Saksonii-Eisenach.
18 stycznia 1663 w Wolfenbüttel poślubił księżniczkę Brunszwiku-Wolfenbüttel Marię Elżbietę. Para miała pięciu synów:
- księcia Karola Augusta (1664-1665)
- księcia Fryderyka Wilhelma (1665-1665)
- księcia Adolfa Wilhelma (1666-1666)
- księcia Ernesta Augusta (1667-1668)
- Wilhelma Augusta (1668-1671), kolejnego księcia Saksonii-Eisenach

Książę Adolf Wilhelm został pochowany w kościele św. Jerzego w Eisenach.